# Bicsa Financial Center
Le Bicsa Financial Center est un gratte-ciel de la ville de Panama, au Panama.
est un gratte-ciel de 267 mètres construit en 2013 à Panama.

## Historique
Achevé début 2013, le Bicsa Financial Center est un gratte-ciel mixte de 68 étages situé sur l'avenue Balboa (es) à Panama City.